# 日産・ローレルスピリット
ローレルスピリット（Laurel Spirit ）は、かつて日産自動車が製造・販売していたセダン型乗用車である。

## 概要
5-6代目（B11-12型）サニーの姉妹車。日産・モーター店系列で取り扱う高級小型車として、ローレルの雰囲気を持つエントリーモデルとして販売されていた。初代／2代目ともに4ドアセダンのみのラインナップだった。
低価格モデルを除き、パワーステアリング、パワーウィンドウ（2代目のみ）、集中ドアロック、安全装置の4WAS（2代目4WDのみで現在のABSに当たる機構）などの省力・快適設備が装備されていた。

## 初代 B11型（1982年-1986年）
メッキパーツを使用して高級感を出し、最上級グレードのXJ系には当時のC31型ローレルと同様のツートンカラーも用意されていた。当時海外生産していた同型のサニーが、実はこのローレルスピリットのフロントグリルを流用していた。
搭載するエンジンは当初E15S型およびE15E型（ともに1,487cc）。サニーに存在した1,300ccの設定はなかった。
グレード構成はLT（GL）、LT-G（GL-L）、LF（SGL）、XJ（SGLエクストラ）、XJ-E（SGX-E）。（　）内はサニーに相当するグレード）
- 1982年1月 - 1981年にフルモデルチェンジしたB11型サニー4ドアセダンをベースとした姉妹車として登場。
  - 7月 - 特別仕様車発売。
  - 10月 - 特別仕様車発売。
- 1983年1月 - 115馬力のE15ET型ターボチャージャー付エンジン搭載車（ターボXJ）を追加。
  - 4月 - 一部改良。
  - 11月 - マイナーチェンジでフロントグリル、テールランプ等の意匠が変更され、1,700ccディーゼルも追加された。
- 1984年11月 - 一部改良。
- 1985年1月 - 一部改良。ターボの冷却方式を水冷式に変更。
  - 9月 - サニーがB12にフルモデルチェンジした後もローレルスピリットはB11型を継続生産。
  - 11月 - エクストラシリーズ発売。

## 2代目 B12L型（1986年-1990年）
- 1986年8月 - 2代目発売。先代モデルはサニーのエクステリア変更程度の差別化だったが、2代目になると更にサニーとの明確な差別化が図られた。フロント・リアのフェンダーは専用デザインとなり、Cピラーの化粧パネルとボンネット上のフードマスコットが追加されている。最上級グレードは4気筒DOHC16バルブエンジン（CA16DE型）を搭載する「1600グランドリミテッド ツインカム」となる。内装もワインカラーを採用するなど高級感を打ち出した。そのため、最上位グレードの価格が、当時の本家ローレル(C32型)の最廉価グレードより高価になる、という逆転現象が起きていた。

エンジンは全て4気筒でE15S型（SOHC・電子制御キャブレター、1,500cc）およびE15E型（SOHC・マルチポイントインジェクション、1,500cc）、CA16DE型（DOHC16バルブ、1,600cc）、CD17型（SOHC、1,700cc）ディーゼルが設定されていた。
- 1987年9月 - 一部変更（実質的にはマイナーチェンジ）。E15型エンジンがGA15型（1,500cc4気筒SOHC12バルブ、電子制御キャブレター仕様はGA15S、マルチポイントインジェクション仕様はGA15E）に差し替えとなり、フルオートフルタイム4WDが設定された。また、ほぼ同期にマイナーチェンジを実施したB12型サニー同様、フロントワイパーアームの形状が変更され、更にフルオートフルタイム4WDの上級グレードに限り、安全装置の機械式4WAS（現在のABS）がメーカーオプションで用意されていた。
- 1988年10月 - 再度の一部変更でグランドリミテッド系にラジオスイッチ連動式電動アンテナとリヤシートにセンターアームレスト、AT車にシフトロックを追加。同時に本革シートなどを装備した特別仕様車「ロイヤルグランドリミテッドE」発売。
- 1989年2月 - 一部変更。AT車のシフトロックをPレンジ保持機構付きに変更。
- 1989年5月 - 一部改良。AT車のトランスアクスルをRL4F03A型に変更。
- 1990年1月 - オーダーストップ、並びに生産終了。在庫のみの対応となる。
- 1990年6月 - 後継車プレセアの登場に伴いそのまま販売終了。